# A szürke ember (film, 2022)
A szürke ember (eredeti cím: The Gray Man) 2022-ben bemutatott amerikai akció-thriller, amelyet Anthony és Joe Russo rendezett. A forgatókönyvet Joe Russo, Christopher Markus és Stephen McFeely írták, Mark Greaney 2009-es, azonos című regénye alapján. A főszerepben Ryan Gosling, Chris Evans, Ana de Armas, Jessica Henwick, Regé-Jean Page, Wagner Moura, Julia Butters, Dhanush, Alfre Woodard és Billy Bob Thornton látható.
A filmet 2022. július 15-én mutatták be a mozikban, korlátozott számban. Július 22-én pedig a Netflixen is elérhetővé vált. Általánosságban vegyes véleményeket kapott a kritikusoktól, akik dicsérték a szereplőket, de kritizálták a "közhelyes forgatókönyvet és a nyaktörő tempót".

## Cselekmény
Amikor a CIA legképzettebb zsoldosa, akit Court Gentryként és Hatosként egyaránt ismernek, véletlenül felfedi az ügynökség sötét titkait, elsődleges célponttá válik, és a pszichopata egykori kollégája, Lloyd Hansen, valamint nemzetközi bérgyilkosok kezdenek rá vadászni világszerte.

## Szereplők
| Szerep                | Színész            | Magyar hang         |
| --------------------- | ------------------ | ------------------- |
| Court Gentry / Hatos  | Ryan Gosling       | Zámbori Soma        |
| Lloyd Hansen          | Chris Evans        | Dévai Balázs        |
| Dani Miranda          | Ana de Armas       | Mikecz Estilla      |
| Donald Fitzroy        | Billy Bob Thornton | Sztarenki Pál       |
| Denny Carmichael      | Regé-Jean Page     | Szatory Dávid       |
| Suzanne Brewer        | Jessica Henwick    | Ligeti Kovács Judit |
| Laszlo Sosa           | Wagner Moura       | Gémes Antos         |
| Claire Fitzroy        | Julia Butters      | Hegedűs Johanna     |
| Avik San              | Dhanush            | Welker Gábor        |
| Étkező kocsi / Négyes | Callan Mulvey      | N/A                 |
| Margaret Cahill       | Alfre Woodard      | Kocsis Mariann      |
| Hatos apja            | Shea Whigham       | Czvetkó Sándor      |

## A film késztése
A projektet először a New Regency-nél hozták létre, és 2011 januárjában James Gray rendezte az Adam Cozad által írt forgatókönyvet. A főszerepet eredetileg Brad Pitt kapta, de 2015 októberére ő és Gray már nem vett részt a filmben. Charlize Theron a Sony Picturesnél kezdett tárgyalásokat a film nemek szerint átalakított változatának főszerepléséről, a forgatókönyvet Anthony és Joe Russo írta.
További fejlesztéseket nem közöltek 2020 júliusáig, amikor is a Russo fivérek bejelentették, hogy Joe Russo, Christopher Markus és Stephen McFeely forgatókönyvéből, valamint Anna Gregory, Charles Leavitt, Rhett Reese, Joe Schrapnel és Paul Wernick által írt kiegészítő anyagból rendezik a filmet a Netflix számára, azzal a szándékkal, hogy franchise-t hozzanak létre. Ryan Gosling és Chris Evans kapták meg a főszerepet a filmben. Decemberben Dhanush, Ana de Armas, Jessica Henwick, Wagner Moura és Julia Butters is csatlakozott a szereplőgárdához. Regé-Jean Page, Billy Bob Thornton, Alfre Woodard, Eme Ikwuakor és Scott Haze 2021 márciusában csatlakozott a szereplőkhöz. Egy áprilisi cikkben, amely a prágai forgatásról szólt, Michael Gandolfini is szerepelt a szereplők között. 2021 májusában DeObia Oparei csatlakozott a filmhez.
A forgatás 2021. január 18-án kezdődött volna a kaliforniai Long Beachen, de március 1-re tolódott. Page a forgatás első hónapjában befejezte szerepét. A filmet tavasszal Európában forgatták, többek között a csehországi Prágában és a franciaországi Château de Chantilly-ben. A prágai forgatásra 2021. június 27-től került sor. 2021. július 31-én fejeződött be a forgatás.

## Bemutató
A szürke ember 2022. július 15-én került korlátozott számban a mozikba, majd július 22-én a Netflixen. Annak ellenére, hogy a Netflix nem számol be a mozi bevételeiről, a forgalmazásban jártas szakemberek becslése szerint a film a nyitóhétvégén körülbelül 400 moziban 200 ezer dollárt hozott.